# Mike Lawler
Pour les articles homonymes, voir Lawler.
Michael Vincent Lawler, dit Mike Lawler, né le 9 septembre 1986 à Suffern (État de New York), est un homme politique américain. Membre du Parti républicain, il est élu à l'Assemblée de l'État de New York de 2021 à 2022 avant d'entrer à la Chambre des représentants des États-Unis en 2023.

## Biographie

### Jeunesse et débuts en politique
Mike Lawler est né et a grandi dans le comté de Rockland. Il est diplômé du Manhattan College en 2009.
Il s'implique en politique en travaillant pour la campagne présidentielle de John McCain de 2008. Il participe par la suite à la direction du Parti républicain de l'État de New York. En 2014, il dirige la campagne de Rob Astorino — County executive du comté de Westchester — au poste de gouverneur. Rob Astorino est largement battu, mais il recrute Mike Lawler l'année suivante dans son administration au sein du comté. De 2018 à 2020, il est superviseur-adjoint de la municipalité d'Orangetown, dans le comté de Rockland. Il cofonde par ailleurs son cabinet de consultants en politique,.

### Élu de l'État de New York
En 2020, Mike Lawler est élu à l'Assemblée de l'État de New York, en battant le démocrate sortant élu depuis sept mandats. Il y représente le 97e district, dans le comté de Rockland.
Lors des élections de 2022, Mike Lawler est candidat à la Chambre des représentants des États-Unis dans le 17e district de l'État de New York. Il remporte la primaire républicaine avec plus de 70 % des voix. Après un redécoupage des circonscriptions, Sean Patrick Maloney, le président du comité de campagne des représentants démocrates (Democratic Congressional Campaign Committee), se présente également dans le 17e district, plus au sud mais aussi plus démocrate que sa précédente circonscription. Face à Sean Patrick Maloney, Mike Lawler fait notamment campagne sur les thèmes de la sécurité, de l'inflation et du coût de l'énergie, en présentant son adversaire comme déconnecté de la réalité. Il se dépeint comme un républicain modéré, rejetant les fausses accusations de fraude électorale et dénonçant l'assaut du Capitole. Bien que le district ait donné 10 points d'avance à Joe Biden en 2020, les sondages montrent un duel serré à l'approche de l'élection. Mike Lawler est finalement élu de justesse avec 50,3 % des suffrages. Bénéficiant notamment du vote juif orthodoxe et d'une meilleure connaissance de la circonscription, sa victoire marque la première défaite du président d'un comité de campagne de représentants — démocrate comme républicain — depuis 1992. 
Candidat à sa réélection en élections de 2024, il remporte un second mandat contre l'ancien représentant démocrate Mondaire Jones.